# Laura (film din 1944)

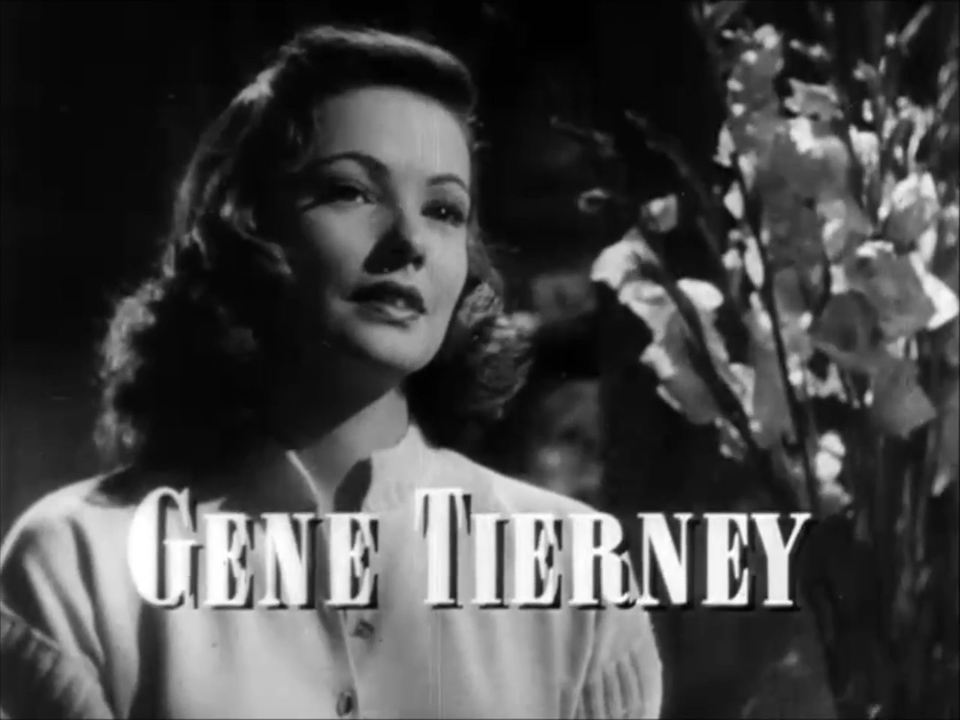
Gene Tierney ca Laura Hunt

Laura (1944) este un film noir american regizat de Otto Preminger. În rolurile principale interpretează acotrii Gene Tierney, Dana Andrews și Clifton Webb. Scenariul este realizat de Jay Dratler, Samuel Hoffenstein și Elizabeth Reinhardt pe baza unui roman omonim de Vera Caspary din 1943.
În 1999, Laura a fost selectat pentru a fi inclus în Registrul Național de Film de către Biblioteca Congresului fiind considerat ca „important din punct de vedere istoric, cultural sau estetic.” Institutul American de Film l-a desemnat pe locul 73 în clasamentul AFI's 100 Years...100 Thrills, pe locul 7 în AFI's 100 Years of Film Scores și al patrulea cel mai bun film în genul mister din AFI's 10 Top 10.

## Prezentare
Detectivul Mark McPherson (Dana Andrews) investighează uciderea Laurei (Gene Tierney), care a fost găsită moartă în apartamentul ei înainte de începutul filmului. McPherson construiește o imagine mentală a fetei moarte pe baza declarațiilor suspecților. În acest sens este ajutat și de pictura izbitoare a Laurei agățată pe un perete din apartamentul acesteia. Întrebarea este cine ar fi vrut să omoare o fată de care orice om s-ar fi îndrăgostit la prima vedere? Pentru ca lucrurile să se înrăutățească, McPherson se îndrăgostește de Laura. Apoi, într-o noapte, la jumătatea investigațiilor sale ceva serios și bizar se întâmplă, lucru care duce la reanalizarea întregului caz.

## Distribuție
- Gene Tierney ca Laura Hunt
- Dana Andrews ca Mark McPherson
- Clifton Webb ca Waldo Lydecker
- Vincent Price ca Shelby Carpenter
- Judith Anderson ca Ann Treadwell